# Hubertus 2. sz. barlang
A Hubertus 2. sz. barlang a Duna–Ipoly Nemzeti Park területén elhelyezkedő Pilis hegységben, a csobánkai Kápolna-dombon található egyik barlang.

## Leírás
Csobánka szélén, Margit-ligeten, Pomáz felől érkezve a műút jobb oldalán emelkedik a Kápolna-domb. A műútról egy kis ösvény vezet fel a meredek, bozótos hegyoldalba, amelynek végénél, 181,2 m tengerszint feletti magasságban, a műútról is látható sziklakiszögellés tövében helyezkedik el a barlang 1 m magas, 1 m széles, természetes jellegű, szabálytalan alakú, vízszintes tengelyirányú bejárata. A Hubertus 1. sz. barlangtól 12 m-re, 6 m-rel feljebb helyezkedik el.
A részletesen felmért barlang 2,5 m hosszú, 80 cm magas, 80 cm függőleges kiterjedésű és 2,5 m vízszintes kiterjedésű. Triász dachsteini mészkőben karsztvízszint alatti oldódással jött létre. Térformája egyszerű, jellemző szelvénytípusa a szabálytalan szelvény. Kürtő, gömbüst, kondenz borsókő fordulnak elő benne. Kúszva és lámpával szabadon megtekinthető.

## Kutatástörténet
Az 1969. évi Karszt- és Barlangkutatási Tájékoztatóban publikált közlemény szerint 1969 augusztusában a Szpeleológia Barlangkutató Csoport a Kevélyekben szervezett tábor során fix pontokat helyezett el a Kálvária domb két barlangjában. 2000-ben Kocsis Ákos mérte fel és készítette el alaprajz térképét keresztmetszettel, valamint hosszmetszet térképét.
Szokol Adrienn 2011-es kéziratában található egy helyszínrajz, amelyen a 4830-as barlangkataszteri terület barlangjainak földrajzi elhelyezkedése látható. Az ábrán meg lett jelölve a barlang földrajzi elhelyezkedése. A kézirat szerint a hosszú-hegyi csoport legtöbb barlangja tektonikus mozgások hatására alakult ki, mint pl. a Hubertus-barlang. A Hubertus 2. sz. barlang Margit-ligeten, 181,2 m tszf. magasságban nyílik. A 2,5 m hosszú és 0,8 m függőleges kiterjedésű barlangban borsókő figyelhető meg.